# Manifesto (Boomdabash)
Manifesto è un singolo del gruppo musicale italiano Boomdabash, pubblicato il 20 ottobre 2023 come quinto estratto dal sesto album in studio Venduti.

## Descrizione
Decima traccia del sesto progetto in studio del gruppo, il brano è stato scritto dal duo Takagi & Ketra (che lo ha anche prodotto) insieme a Federica Abbate e Jacopo Ettorre.

## Tracce
Testi e musiche di Alessandro Merli, Fabio Clemente, Federica Abbate e Jacopo Ettorre.
1. Manifesto – 2:32